# 幽閉サテライト
幽閉サテライト（ゆうへいサテライト、英語: Yuuhei Satellite、中国語: 幽闭星光）は、嵯峨飛鳥が設立した日本の同人音楽グループ。
なお、兄弟サークル『幽閉カタルシス』についても本項で記述する。

## 略歴
2010年の夏、嵯峨飛鳥が「東方Projectをもっと楽しみたい」との思いから設立し、東方Projectのボーカルアレンジをメインに現在も活動を続けている。
メインボーカルのsenyaを迎え、楽曲制作を行うIceon、Autobahn、でいたらぼっち、作詞を行うかませ虎たちと活動をスタートした(webより記載）。
歌：senya　編曲：Iceon　作詞：かませ虎　で制作した楽曲のヒットにより、東方アレンジ界で急激に知名度を上げたことで知られている。中でも代表曲の一つである『色は匂へど散りぬるを』は、活動10周年を機にミュージックビデオが2020年2月に公開され3000万回再生を達成している(CD頒布は2010年9月)。
DAMやJOY SOUNDでは東方部門上位を占める。
同人を中心に活動しているほか、「SOUND VOLTEX」「Beatmania」「太鼓の達人」「CHUNITHM」「maimai」「オンゲキ」「東方スペルバブル」「東方ダンマクカグラ」「東方幻想エクリプス」

「Muse Dash」「Arcaea」「MUSIC DIVER」など各種ゲームに楽曲を提供している。
『小森さんは断れない!』の主題歌『とあるいつもを』、『腐男子高校生活』の主題歌『SEKAIはボーイミーツボーイ♂』及びキャラクターソング、関西サイクルスポーツセンターのCMに楽曲『さぁ、こごう。』が起用されている。
東方二次創作アニメ『幻想万華鏡』の劇伴含む全曲、YouTube特撮ドラマ『華衛士F8ABA6ジサリス』のオープニング、エンディングを担当。
兄弟サークルに幽閉カタルシス、姉妹サークルに少女フラクタルがいる。 
当初はボーカルはsenyaのみだったが、2017年に兎明が、2018年にYuzurisaが加入しボーカルは複数人となった。 
2019年にYuzurisaの卒業と同時に新たにMarciaが加入。2020年からはsenyaに代わってメインボーカルとなった。ソロライブで度々披露していたバンド体制がメインとなり、今までのヒット曲を主としたバンドカバー中心でライブ活動を行っていた。 
2022年にsenyaはサークルを離れ、2023年末に兎明が卒業、2024年1月に代表による「サークルの伝統である音楽ジャンルの継承を続けたい」との旨の発表がされ、バンドカバーに携わっていたMarciaなどのメンバーとスタッフがこれに伴いサークルから脱退する形となった。 
3月に楽曲と共に新ボーカルが発表。現在ボーカルはsroa、Shinmaの2人体制で活動、8月からはVTuberとしての活動も展開する。

## メンバー
- 嵯峨飛鳥/サークル代表

幽閉サテライトの設立者。楽曲のプロデュースを手かげている。
- Iceon/作曲、アレンジ担当、キーボード、サークル副代表

設立時から主にJ-POP系の編曲を担当している。「色は匂へど散りぬるを」などサークルの代表曲を手掛けることが多い。稀にライブに出演することもあり、キーボードを担当している。2024年1月よりサークル副代表となった。
代表曲「色は匂へど散りぬるを」「月に叢雲華に風」「泡沫、哀のまほろば」「華鳥風月」「ヒトリシズカ」「彷徨いの冥～天～」「幻想症候群」など。
- sroa/ボーカル、VTuber

2024年2月より加入。ボーカルの他、ギター、ベース、ピアノ、ドラムスの演奏ができる、また日本語と中国語のバイリンガルでもある。
- Shinma/ボーカル、VTuber

2024年2月よりsroaと共に加入。日本語と英語のバイリンガルであり、4月24日の超東方LIVEステージにて初お披露目となった。
- Autobahn/アレンジ担当

設立時から主にダンスミュージック系の編曲を担当しており、表題曲を担当する事もあった。
- かませ虎/作詞、作曲担当

設立時から2019年まで楽曲の作詞を担当した。オリジナル楽曲では作曲を担当。パフォーマーとしてsenyaや兎明と共にライブに出演した。2021年に活動を離れたが、2024年3月に公開された「唯我独尊の果て」から作詞を担当している。
- でいたらぼっち/アレンジ担当

- 犬神/アレンジ担当

2012年頃に加入。J-POPから劇伴まで幅広い編曲を担当しており、作曲した楽曲もある。
- ぬらりひょん/アレンジ担当

2013年頃に加入、主にトランスミュージック系の編曲を担当。
- se-kon/Arr.[2]

代表曲「穢れなきユーフォリア」など
- 榎中のん/Arr.[2]

少女フラクタルの「今宵ヴァンパイアは」や「三日月の導き」等を担当した。
- Nissy/Arr.[2]

少女フラクタルの「とこしえの魔法」「偶像のアイデンティティ」等を担当した。
- 夕星海月/lyric.[2]

少女フラクタルの「虹架けの空」「偶像のアイデンティティ」 等の作詞を担当している。
- 紅葉八朔/Gt.[2]

多くの代表曲でギターを担当している。
- C.L/アレンジ担当

2016年頃よりアレンジを担当している。主にハードコア系のEDM系の編曲を担当。

## スタッフ
- チェリー室長/デザインスタッフ

2019年頃よりCDジャケットデザイン、ミュージックビデオの映像などを担当。
- 鯰/中国スタッフ

- コメ/中国スタッフ

- fred/スタッフ[2]

- Alto/スタッフ[2]

その他、所属していないサポートメンバーなども関わっている。

## 元メンバー
- senya/ボーカル

設立時から兎明が加入する2017年まで、幽閉サテライトのほぼすべての楽曲の歌唱を担当。以降は主に表題曲の歌唱を担当した。孤独月など一部楽曲の作詞を担当。2022年10月のワンマンライブにて幽閉サテライトを離れたことをメッセージで報告した。
- HiZuMi/アレンジ担当

2011年より主にJ-POP系の編曲を担当しており、2015年以降表題曲を手掛ける事が多かった。
- 音霊/ギター担当

2012年頃に加入。表題曲を中心にギターを担当。同じくギターを担当しているikuoと共にライブに参加していた。
- 兎明/ボーカル

2017年3月より加入。主にカップリング曲の歌唱を担当。音域が広く、ホイッスルボイスなど高度な技術を持つ。2023年12月のオンライン配信ライブにて卒業した。
- 神奈森ユウ/アレンジ、ギター担当

2017年頃に加入。主にJ-POP系の編曲を担当していた。ギターを担当した楽曲もあり、ゲストとしてライブにも出演した。
- Yuzurisa/ボーカル、作詞担当

2018年9月のソロライブにて加入。一部CDでイラストも担当。翌年2019年9月のソロライブにて卒業した。
- Marcia/ボーカル、作詞担当、VTuber

2019年9月のソロライブにて加入。2020年以降は表題曲の歌唱を担当し、その年から少女フラクタルも含むほぼ全ての楽曲の作詞を担当。2021年にはVTuberとしても活動。一部楽曲ではダンスやギターなども披露した。
2024年1月に幽閉サテライトを離れ、VTuber活動を卒業したが「生涯現役」を目標に現在は別名義にて活動をしている。
- 奥山ナマリ/アレンジ、作詞担当、元サークル副代表

2015年より度々編曲を担当していた。2018年に加入し、この年は副代表として楽曲を手掛ける事が多かった。ギターを担当した楽曲もある。
- silatory/アレンジ担当

2015年より主にピアノを活かした編曲を担当していた。2019年に加入。
- 魔王/ドラム、アレンジ担当、元サークル副代表

2015年頃よりライブマニュピレートをしている。2017年頃に加入し、運営に大きく携わった。2024年1月に離れた。
- 京田スズカ/イラスト担当

2017年よりCDジャケットやミュージックビデオなどのイラストを担当。2021年末に加入し、ワンマンライブのグッズなどメンバーに関連した数多くのイラストを担当した。
現在は個人サークル「京田モータース」にてグッズ販売や、他の同人サークルでもイラストを担当している。
- ikuo/ギター、アレンジ担当

設立時からギターを担当、2014年に加入。2020年頃からはアレンジも担当し、ギターを前面に押し出した編曲を多く手掛けた。ビール好きとしても知られている。2024年1月に離れた。
- キャッツ/ベース、アレンジ担当

2017年に加入。ベース・ミュージック系なアレンジを担当し、2023年はオリジナル曲や限定楽曲など多くの楽曲を手掛けた。愛称はベースのお兄さん。2024年1月に離れた。
- 馬刺牡蠣タン/アレンジ担当

2023年に加入。幅広いジャンルのアレンジを得意としている。2024年1月に離れた。
- Rio/作詞担当

2019年に加入。この年の裏方全般を担当していた。
- Lui/作詞担当

2022年に加入。少女フラクタルが歌唱したアニメ主題歌で作詞を担当した。

## 元スタッフ
- なかざと/メインスタッフ

2015年まで裏方全般を担当しており、楽曲のミックスやPA等も担当していた。その後、satoへとメインスタッフを引き継ぎ離れた。
- sato/瀟洒なスタッフ長

2015年11月頃に加入。HPやSNS等の更新、イベント企画、ライブや配信におけるPA・VJ等の裏方全般を担当した。また「東方樂祭」のイベンターも担当していた。2024年1月の東方樂祭にて卒業した。
- 桃箱/スタッフ

2018年頃加入。現在は脱退している。
- NEL/スタッフ

2019年頃より即売会、ライブ等の裏方を担当していた。2024年1月に離れた。
- 榎本/スタッフ

2021年に加入。現在は脱退している。
- Stras/スタッフ

2020年頃より配信のスイッチング、メンバーシップ限定コンテンツ、ミュージックビデオの映像などを担当していたが2024年1月にて離れた。

## ディスコグラフィ
| No   | タイトル                       | 品番      | 頒布開始日(イベント名)                                                       |
| ---- | ------------------------------ | --------- | ---------------------------------------------------------------------------- |
| 1st  | 感情ケミストリー               | YHST-0001 | 2010/08/14(コミックマーケット78)                                             |
| 2nd  | ミゼラブルの雫                 | YHST-0006 | 2011/05/08(第八回博麗神社例大祭)                                             |
| 3rd  | シンデレラアバター             | YHST-0010 | 2011/11/06(大⑨州東方祭５)                                                    |
| 4th  | カフカなる群青へ               | YHST-0012 | 2012/02/12(東方椰麟祭 第三幕)                                                |
| 5th  | 華鳥風月                       | YHST-0014 | 2012/05/27(第九回博麗神社例大祭)                                             |
| 6th  | 泡沫、哀のまほろば             | YHST-0015 | 2012/08/13(コミックマーケット82)                                             |
| 7th  | Θで突き刺して                  | YHST-0021 | 2013/03/13(新潟東方祭12)                                                     |
| 8th  | アノ華咲クヤ                   | YHST-0024 | 2013/05/26(第十回博麗神社例大祭)                                             |
| 9th  | 束縛アネモネーション           | YHST-0028 | 2013/10/12(東方紅楼夢9)                                                      |
| 10th | さぁ、こごう。                 | YHST-0034 | 2014/04/19(コスプレ＆痛チャリwith森羅万象ノ宴in関西サイクルスポーツセンター) |
| 11th | 最果てのコトバ                 | YHST-0036 | 2014/05/11(第十一回博麗神社例大祭)                                           |
| 12th | 炸裂アイロニー                 | YHST-0046 | 2014/10/12(東方紅楼夢10)                                                     |
| 13th | コノ葉隠レ                     | YHST-0051 | 2015/05/10(第十二回博麗神社例大祭)                                           |
| 14th | 特異点の怪物的感情             | YHST-0056 | 2015/10/18(第二回博麗神社秋季例大祭)                                         |
| 15th | 荒れ果てた地上の唄             | YHST-0062 | 2016/03/13(東方名華祭10)                                                     |
| 16th | 善悪の頂にある真実             | YHST-0063 | 2016/05/08(第十三回博麗神社例大祭)                                           |
| 17th | 魔法が生まれた日               | YHST-0068 | 2016/10/16(第三回博麗神社秋季例大祭)                                         |
| 18th | その神のジレンマに             | YHST-0072 | 2017/04/02(東方名華祭11)                                                     |
| 19th | 無謀さえ美しく、華さえ灰になる | YHST-0073 | 2017/05/07(第十四回博麗神社例大祭)                                           |
| 20th | 綴れぬ森の少女                 | YHST-0080 | 2017/10/15(第四回博麗神社秋季例大祭)                                         |
| 21st | 壊れた運命を紡いで             | YHST-0087 | 2018/04/01(東方名華祭12)                                                     |
| 22nd | 御伽噺のカラクリは、           | YHST-0089 | 2018/05/06(第十五回博麗神社例大祭)                                           |
| 23rd | 明鏡止水                       | YHST-0105 | 2018/10/14(第五回博麗神社秋季例大祭)                                         |
| 24th | ささやく、消えかけた後遺症が。 | YHST-0114 | 2019/03/17(東方名華祭13)                                                     |
| 25th | ゼロへ旅立てるのなら           | YHST-0116 | 2019/05/05(第十六回博麗神社例大祭)                                           |
| 26th | 穢れなきユーフォリア           | YHST-0121 | 2019/10/06(第六回博麗神社秋季例大祭)                                         |
| 27th | 紅に染まる恋の花               | YHST-0129 | 2020/03/22(第十七回博麗神社例大祭)                                           |
| 28th | 約束の花                       | YHST-0139 | 2020/10/11(東方紅楼夢16、第七回博麗神社秋季例大祭)                           |
| 29th | 明日散る運命なら               | YHST-0141 | 2021/03/21(第十八回博麗神社例大祭)                                           |
| 30th | 陽だまりを探して               | YHST-0148 | 2021/11/28(東方紅楼夢17)                                                     |
| 31st | 甘く鋭い棘                     | YHST-0149 | 2021/10/24(第八回博麗神社秋季例大祭)                                         |
| 32nd | 幻想症候群                     | YHST-0158 | 2022/05/08(第十九回博麗神社例大祭)                                           |
| 33rd | 紛う星の如く                   | YHST-0166 | 2022/10/23(第九回博麗神社秋季例大祭)                                         |
| 34th | 花は散り 夢は咲く              | YHST-0170 | 2023/05/07(第二十回博麗神社例大祭)                                           |
| 35th | 嘘つき天邪鬼                   | YHST-0174 | 2023/11/12(第十回博麗神社秋季例大祭)                                         |
| 36th | 唯我独尊の果て                 | YHST-0177 | 2024/05/03(第二十一回博麗神社例大祭)                                         |
| 37th | Little Devil instrumentver.    | YHST-0178 | 2024/05/03(第二十一回博麗神社例大祭)                                         |

| No   | タイトル                                                                 | 品番      | 頒布開始日(イベント名)             |
| ---- | ------------------------------------------------------------------------ | --------- | ---------------------------------- |
| 1st  | 色は匂へど散りぬるを                                                     | YHST-0002 | 2010/09/19(博麗神社例大祭SP)       |
| 2nd  | 小悪魔りんご                                                             | YHST-0004 | 2010/12/30(コミックマーケット79)   |
| 3rd  | 手のひらピアニッシモ                                                     | YHST-0005 | 2011/03/13                         |
| 4th  | レプリカの恋                                                             | YHST-0007 | 2011/08/15(コミックマーケット80)   |
| 5th  | 幻想万華鏡～春雪異変の章～オリジナル・サウンドトラック                   | YHST-0008 | 2011/09/11(博麗神社例大祭SP2)      |
| 6th  | 月に叢雲華に風                                                           | YHST-0011 | 2011/12/30(コミックマーケット81)   |
| 7th  | 千華繚乱                                                                 | YHST-0016 | 2012/08/15(幽閉樂祭)               |
| 8th  | 東方歴絵巻                                                               | YHST-0017 | 2012/10/07(東方紅楼夢8)            |
| 9th  | 濡れた髪に触れられた時                                                   | YHST-0019 | 2012/12/30(コミックマーケット83)   |
| 10th | 三千世界                                                                 | YHST-0027 | 2013/08/12(コミックマーケット84)   |
| 11th | 夜桜に君を隠して                                                         | YHST-0029 | 2013/12/30(コミックマーケット85)   |
| 12th | 纏-MATOI- Singles Best Vol.1                                             | YHST-0032 | 2014/02/02(大⑨州東方祭9)           |
| 13th | 幻-MABOROSHI- Singles Best Vol.2                                         | YHST-0035 | 2014/04/27(M3-2014春)              |
| 14th | 残響は鳴り止まず                                                         | YHST-0042 | 2014/08/15(コミックマーケット86)   |
| 15th | 想いが歴史に変わる時                                                     | YHST-0048 | 2014/12/29(コミックマーケット87)   |
| 16th | 幻想万華鏡～紅霧異変の章～ オリジナル・サウンドトラック Vol.1            | YHST-0050 | 2015/02/01(大⑨州東方祭11)          |
| 17th | 魂の語りに導かれて                                                       | YHST-0055 | 2015/08/14(コミックマーケット88)   |
| 18th | 瞳に隠された想ヒ                                                         | YHST-0058 | 2015/12/30(コミックマーケット89)   |
| 19th | 幻想万華鏡～紅霧異変の章～オリジナル・サウンドトラック Vol.2             | YHST-0060 | 2015/12/30(コミックマーケット89)   |
| 20th | 造花であろうとした者                                                     | YHST-0065 | 2016/08/13(コミックマーケット90)   |
| 21st | 紅-KURENAI- Singles Best vol.3 ～ヒトリシズカ～                          | YHST-0066 | 2016/08/13(コミックマーケット90)   |
| 22nd | 森羅万象に触れて                                                         | YHST-0069 | 2016/12/29(コミックマーケット91)   |
| 23rd | 瞬間エヴァーラスティング                                                 | YHST-0075 | 2017/08/11(コミックマーケット92)   |
| 24th | 零れずの願いゴト                                                         | YHST-0081 | 2017/12/29(コミックマーケット93)   |
| 25th | 暁-AKATSUKI- Singles Best vol.4 ～コノ葉隠レ～                           | YHST-0083 | 2017/12/29(コミックマーケット93)   |
| 26th | 玉響咲いた背後の永久                                                     | YHST-0096 | 2018/08/10(コミックマーケット94)   |
| 27th | 今、誰が為のかがり火へ                                                   | YHST-0111 | 2018/12/30(コミックマーケット95)   |
| 28th | 誠-MAKOTO-Singles Best vol.5 ～善悪の頂にある真実～                      | YHST-0115 | 2019/03/17(東方名華祭13)           |
| 29th | 幻想万華鏡～花の異変の章～オリジナル・サウンドトラック                   | YHST-0117 | 2019/05/05(第十六回博麗神社例大祭) |
| 30th | 月輪に巡らされた記憶                                                     | YHST-0118 | 2019/08/12(コミックマーケット96)   |
| 31st | 幻想万華鏡～巨大妖怪伝説の章～オリジナル・サウンドトラック               | YHST-0119 | 2019/08/12(コミックマーケット96)   |
| 32nd | 妖-AYAKASHI- Singles Best vol.6～その神のジレンマに～                    | YHST-0125 | 2019/10/27(M3-2019秋)              |
| 33rd | 果てなき風の軌跡さえ～破～                                               | YHST-0126 | 2019/12/31(コミックマーケット97)   |
| 34th | 幻想万華鏡～永夜異変の章(前・中編)～オリジナル・サウンドトラック         | YHST-0127 | 2019/12/31(コミックマーケット97)   |
| 35th | 雅‐MIYABI‐Singles Best vol.7～明鏡止水～                                 | YHST-0128 | 2019/12/31(コミックマーケット97)   |
| 36th | 色は匂へど散りぬるを (BAND arrange version vol.1)                        | YHST-0130 | 2020/03/22(第十七回博麗神社例大祭) |
| 37th | 幻想万華鏡～永夜異変の章(後編①、後編②)～オリジナル・サウンドトラック     | YHST-0131 | 2020/03/22(第十七回博麗神社例大祭) |
| 38th | 森羅万象に触れて～驚～                                                   | YHST-0133 | 2020/05/05(コミックマーケット98)   |
| 39th | 幻想万華鏡～肝試しの章～オリジナル・サウンドトラック                     | YHST-0134 | 2020/05/05(コミックマーケット98)   |
| 40th | コノ葉隠レ～石～                                                         | YHST-0137 | 2020/08/09(東方名華祭14)           |
| 41st | 鮮やかな記憶の中で                                                       | YHST-0140 | 2020/12/31(エアコミケ2)            |
| 42nd | 幻想万華鏡～妖怪の山決戦の章(前編、中編)～オリジナル・サウンドトラック   | YHST-0142 | 2021/03/21(第十八回博麗神社例大祭) |
| 43rd | 永遠に君、想う                                                           | YHST-0147 | 2021/07/18(東方名華祭15)           |
| 44th | 語り継ぐ魂は                                                             | YHST-0153 | 2021/12/31(コミックマーケット99)   |
| 45th | 漢の幽閉サテライト                                                       | YHST-0157 | 2021/12/31(コミックマーケット99)   |
| 46th | 瞳を閉じて、映す夢幻                                                     | YHST-0163 | 2022/08/14(コミックマーケット100)  |
| 47th | 永遠の都で                                                               | YHST-0168 | 2022/12/31(コミックマーケット101)  |
| 48th | 幻想万華鏡〜妖怪の山決戦の章(後編①・後編②)〜オリジナル・サウンドトラック | YHST-0169 | 2022/12/31(コミックマーケット101)  |
| 49th | 彩‐IRODORI‐Singles Best vol.8～穢れなきユーフォリア～                    | YHST-0171 | 2023/05/07(第二十回博麗神社例大祭) |
| 50th | 幻想万華鏡～霊夢暗殺計画の章～オリジナル・サウンドトラック               | YHST-0172 | 2023/05/07(第二十回博麗神社例大祭) |
| 51st | 氷晶の涙                                                                 | YHST-0173 | 2023/08/13(コミックマーケット102)  |
| 52nd | 破滅への導き                                                             | YHST-0175 | 2023/12/31(コミックマーケット103)  |
| 53rd | 漢の幽閉サテライト 弐                                                    | YHST-0176 | 2023/12/31(コミックマーケット103)  |
| 54rd | うつり往く悠久の園                                                       | YHST-0183 | 2025/5/5(第二十二回博麗神社例大祭) |

このほかにも、3枚のアルバムを1枚に纏めた3in1CDやインストゥルメンタルのみのCDなどがある。

## 幽閉カタルシス
幽閉カタルシス (ゆうへいカタルシス) は、2011年から活動を始めた幽閉サテライトの兄弟サークル。
初期はボーカロイドを使用したオリジナル楽曲を中心に活動していたが、2013年からは艦これなどの東方Project以外のジャンルのアレンジ楽曲やイメージ楽曲を制作。
幽閉サテライトの別名義サークルであり、所属メンバーも共通している。
2022年3月に松田悟志のオリジナル創作サークル｢仮面の騎士｣との合体サークルとして活動を開始。仮面の騎士が頒布する小説のテーマソングを幽閉カタルシスが制作するなど、お互いの作品コラボを行なっている。

## 騒動
・華衛士F8ABA6ジサリスをめぐる騒動

2023年、俳優の井上正大が企画した自主制作特撮ドラマ『華衛士F8ABA6ジサリス』の主題歌（作詞・作曲）を務めた。
2023年12月30日に井上正大が自身のYouTubeチャンネル「GGE CHANNEL」で、以下のような説明をした。
2023年5月に開催された「マチ★アソビ」というイベントにおいて、『華衛士F8ABA6ジサリス』チームとして幽閉サテライトも出演予定であった。当日、リハーサルまで行ったものの、幽閉サテライトの一部のメンバーがドタキャン（原文ママ）し、『華衛士F8ABA6ジサリス』側と揉める事態となった。その結果、幽閉サテライトは本番のミニライブに出演しないこととなった。
その後、『華衛士F8ABA6ジサリス』チームは弁護士を通じ抗議を続けたが、幽閉サテライト側は「全て無視（原文ママ）」という結果となった。
『華衛士F8ABA6ジサリス』側は、その後の海外イベントを含むプロモーション活動において、幽閉サテライトが関わる活動を全てキャンセルすることとなった。井上正大は「その後の海外プロモーションにかなり影響した」と供述している。
後日、幽閉サテライトの嵯峨飛鳥より『華衛士F8ABA6ジサリス』宣伝チームに対し、「『華衛士F8ABA6ジサリス』から辞退したい」との申し出があった。井上正大によれば、その時点で既に『華衛士F8ABA6ジサリス』シーズン2の制作が進んでおり、楽曲も決まっている状態だった。２ヶ月半程の工数をかけ、楽曲に合わせた映像制作も始まっていたという。
井上正大は「非常に困惑」と心情を表し、今後幽閉サテライトと「どうお付き合いしていくのか（原文ママ）」検討していくと言う。
・人事異動、メンバー脱退に関する騒動

2023年12月27日、MarciaのXアカウントにて「12/25未明に急遽幽閉サテライト内部の人事異動が代表・嵯峨飛鳥氏から伝えられ、現在メンバーは幽閉サテライトのTwitter(X)、YouTube、まーしゃCH、音源データにさえアクセス権を与えられずログイン出来ない状況が続いています。（原文ママ）」とサークル内の内部情報を投稿した。これに伴いVTuber活動を休止せざるを得なくなった。
2024年1月、幽閉サテライトのアカウントにて嵯峨飛鳥が、後に各メンバーの別名義のアカウントにてMarcia、魔王、ikuo、キャッツが活動を離れたことが発表された。発表の他に馬刺牡蠣タン、sato、チェリー室長など前年の活動に大きく関わっていたメンバーが離れた。
サークル側は新たな活動準備につき一時的にYouTubeのメンバーシップとPixivFANBOXの支援が停止された。予告なく突如の停止であったためこれに関して、後日公式より謝罪文が投稿される。
今後幽閉サテライトは笑顔になれる曲を目指して初心に戻り再び努力することも明かしている。